# Anastrophyllum involutifolium
Anastrophyllum involutifolium là một loài rêu trong họ Anastrophyllaceae. Loài này được Mont. ex Gottsche, Lindenb. & Nees Stephani mô tả khoa học đầu tiên năm 1893.